# Сангаре, Умар
Умар Сангаре (фр. Oumar Sangaré, род. 15 мая 1987) — малийский шоссейный велогонщик.

## Карьера
Умар Сангаре — символ малийского велоспорта, он также является военнослужащим своего государства.
В 2007 году занял пятое место в Туре Гвинеи.
В 2010 году вошёл в состав национальной команды для участия в Туре Мали. На нём он дважды на этапах финишировал в топ-15, а по итогам всей гонки занял 21-е место, став лучшим в своей команде. Также занял 53-е место в общем зачёте Тур дю Фасо, во время которого на последнем десятом этапе финишировал 14-м.
В 2011 году он выиграл второе издание Crtérium de la Paix в Бамако, отмеченную многочисленными сходами, победив Тидиан Саного.. В ноябре снова в составе национальной команды принял участие в Тур дю Фасо, выступив на нём намного лучше по сравнению с прошлым годом, заняв 29-е место в общеем зачёт.
В ноябре 2012 года стал чемпионом Мали, определявшегося по сумме двух гонок — индивидуальной и групповой. Несколько дней спустя финишировал восьмым на этапе Тур дю Фасо. В ноябре принял участие в Чемпионате Африки, который проходил в Уагадугу, столице Буркина-Фасо. В командной гонке финишировал 10-м. А в групповой гонке, проходившей четыре дня спустя, занял 49-е место, уступив более 13 минут её победителю Натнаэлю Беране.
В конце 2013 года Умар Сангаре в очередной раз успешно выступил на Тур дю Фасо, где он дважды входил в топ-10 на этапах и и занял 15-е место в общем зачёте. Однако допинг-тест дал положительный результат на катинон. В результате этого его результаты были аннулированы, а сам он дисквалифицирован UCI сроком на два года, до 26.10.2015. Также он был лишён своего третьего места на чемпионате Мали., полученного в дорожном чемпионате Мали.
Вернувшись к соревнованиям в 2016 году он быстро заявил о себе снова, заняв четвёртое место на Critérium de la Paix. Также четвёртый он стал на Mémorial Loky Diallo, проходившем апреле. Вскоре после этого он второй раз в своей карьере стал чемпионом Мали в Каесе. В апреле он также отличился на Туре де л'эст интернациональ в Кот-д'Ивуаре, поднявшись на третью ступень финального подиума после двух дней лидирования в гонке.
После такого хорошего выступления он был принят министром спорта Мали Хуссейни Амион Гиндо на церемониальном приёма вместе с ещё тремя гонщиками из национальной команды. В сентябре занял второе место в Гран-при президента Малийской федерации велоспорта, выиграв спринт из группы и уступив уехавшему в отрыв соотечественнику Ламине Диамутене. Затем принимает участие в Туре Кот-д'Ивуара (26-е место), а после в Тур дю Фасо на котором становится 10-м на первом этапе и 15-м в общем зачёте.
Весной 2017 года на Туре Мали выиграл этап и занял итоговое третье место. Затем принял участие в Туре Сенегала, где финишировал шестым на этапе. Летом выигрывал спринт на Critérium de la Paix. Однако на чемпионате Мали он уступил более молодому Яя Диалло. В сентябре финишировал двадцатым на Тур Кот д'Ивуар.
В апреле 2018 года выиграл Grand Prix Sotelma-Malitel.

## Достижения
2011
Critérium de la Paix
2012
 Чемпион Мали — групповая гонка (Coupe du Mali)
2016
 Чемпион Мали — групповая гонка
 Чемпион Мали — индивидуальная гонка
3-й на Тур де л'эст интернациональ
2017
Тур Мали
3-й в генеральной классификации
3-й этап
Critérium de la Paix
2-й на Чемпионате Мали — групповая гонка
2018
Grand Prix Sotelma-Malitel